# Klînî, Țiurupînsk
Klînî (în ucraineană Клини) este un sat în comuna Tarasivka din raionul Țiurupînsk, regiunea Herson, Ucraina.

## Demografie
Componența lingvistică a localității Klînî
     Ucraineană (91,2%)
     Rusă (7,12%)
     Română (1,12%)
     Alte limbi (0,37%)
Conform recensământului din 2001, majoritatea populației localității Klînî era vorbitoare de ucraineană (91,2%), existând în minoritate și vorbitori de rusă (7,12%) și română (1,12%).